# 真名バスストップ
真名バスストップ（まなバスストップ）は、山口県美祢市美東町真名の中国自動車道上にあるバス停。

## 停車する路線
- なし
2014年9月30日にそれまで唯一停車していた下関 - 山口線（サンデン交通）が廃止になり、以降はこのバス停に停車するバスは存在しない。

## 隣
E2A 中国自動車道
(34)小郡IC/BS - (SA)美東SA - (BS)真名BS - (34-1)美祢東JCT - (35)美祢IC/BS

## バス停へのアクセス
- 宇部市営バス 十文字バス停（国道490号・山口県道30号小野田美東線）
- 防長バス 下十文字バス停（山口県道31号美東秋芳西寺線）

## 位置情報
- 北緯34度09分45秒 東経131度19分42秒 / 北緯34.16250度 東経131.32833度
- 湯ノ口［北東］ - 地理院地図
- 美祢郡美東町大字真名 喜楽鉱業(株)山口エネルギー工房十文字 - Google マップ